# آرثر كلوكي
يعد آرثر كلوكي (12 تشرين الأول (أكتوبر)، 1921- 8 كانون الثاني (يناير)، 2010) أحد الرواد الذين انتشر على يديهم ما يعرف برسوم الصلصال المتحركة بأسلوب توقف الحركة (إيقاف الحركة (تقنية تصوير)) والتي كانت بداية ظهورها في تجربة فيلمية عام 1955 تعرف باسم جامباسيا (Gumbasia [الإنجليزية]
)، حيث تأثر في تجربته هذه بأستاذه سلافكو فوركابيتشي (Slavko Vorkapich [الإنجليزية]
)، الأستاذ بجامعة ساوثرن كاليفورنيا.
وانطلاقًا من مشروع جامباسيا، ابتكر أرثر وزوجته راث شخصية جامبي (Gumby [الإنجليزية]
). ومنذ ذلك الحين ذاع صيت جامبي وحصانه بوكي (Pokey) في التلفزيون، حيث ظهرا في عدة مسلسلات كانت بدايتها مع حلقات مسلسل هاودي دودي (Howdy Doody Show [الإنجليزية]
) وتبعه مغامرات جامبي (The Adventures of Gumby [الإنجليزية]
). وقد تجدد الاهتمام بهذه الشخصيات في ثمانينيات القرن الماضي عندما قلد الممثل الكوميدي إدي موفي شخصية جامبي في مسرحية هزلية بعنوان «ليلة الأحد على الهواء» (ساترداي نايت لايف). وفي تسعينيات القرن الماضي تم عرض فيلم جامبي (Gumby: The Movie [الإنجليزية]
)، ليجذب اهتمام الجمهور إلى حد أبعد.
ويعد ثاني أعمال كلوكي الشهيرة دويتو دافي وجالياث (Davey and Goliath [الإنجليزية]
)، والذي تم إنتاجه بتمويل من كنيسة لوثيران بأمريكا (Lutheran Church in America [الإنجليزية]
).[1]

## السيرة الذاتية
ولد كلوكي في مدينة ديترويت بولاية ميتشيجان في 12 تشرين الأول (أكتوبر) 1921. وكان يعرف عند مولده باسم أرثر سي. فارينجتون. وعندما بلغ التاسعة، انفصل والداه وظل يعيش مع والده، تشارلز فارينجتون. وبعد وفاة والده في حادث سيارة، انتقل للعيش مع أمه في كاليفورنيا، إلا أن زوج أمه لم يكن يرغب في تربية طفل لرجل آخر، ومن ثم انتقل آرثر للعيش في مأوى أيتام. وعند بلوغه الثانية عشرة تبناه جوزيف دابليو كلوكي (Joseph W. Clokey [الإنجليزية]
)، والذي كان يعمل ملحنًا للموسيقى الكلاسيكية ويلعب على آلة الأرغن الموسيقية ويعمل مدرسًا للموسيقى في كلية بومونا (Pomona College [الإنجليزية]
) التي تقع في مدينة كلاريمونت بولاية كاليفورنيا. وقد تعلم منه آرثر الرسم والتلوين وصناعة الأفلام وتبعه في رحلاته إلى كندا والمكسيك.
وفي مدرسة ويب (Webb School [الإنجليزية]
)، تأثر الصغير كلوكي بأستاذه راي ألف، والذي كان يصطحب طلابه في رحلات للبحث عن حفريات وللتعرف على العالم المحيط بهم. ثم درس كلوكي بعد ذلك الجولوجيا في كلية بومونا قبل أن يغادرها عام 1943 لينضم إلى قوات الجيش في الحرب العالمية الثانية.
وقد أنتج أرثر كلوكي أيضًا بعض أفلام رسوم الصلصال المتحركة للكبار والتي كانت تتميز بعنصر تجريبي وابتكار في الصورة وقصر في زمن العرض، وكان من بينها فيلمه الأول جامباسيا (Gumbasia)، والفيلم الغني بعنصر الصورة ماندالا (Mandala) – الذي وصفه كلوكي بأنه تجسيد مجازي لتطور الضمير البشري – وفيلمه العجيب (The Clay Peacock)، الذي يلقي الضوء على شعار NBC المتحرك آنذاك. ولم تتوفر هذه الأفلام إلا مؤخرًا حيث تم نشرها في إصدار مجموعة (Rhinobox) التي تضم الأفلام التلفزيونية القصيرة لجامبي.
وقد أثار فيلمه جامباسيا (Gumbasia) الذي أنتجه وهو طالب عام 1955 – عبارة عن أشكال رسوم صلصال متحركة مع تحريف لمقطوعة من موسيقى الجاز – إعجاب رئيس جمعية الفيلم الأمريكي آنذاك ويدعى صامويل جي إنجيل لدرجة أنه مول فيلمه التجريبي ليصبح فيما بعد أحد أعمال أرثر كلوكي المعروف باسم برنامج جامبي (The Gumby Show) عام 1957. ويشير العنوان «جامباسيا» إلى فيلم «فانتازيا» الذي أنتجته والت ديزني.
وينسب إلى كلوكي تسلسل عناوين رسوم الصلصال المتحركة لفيلم الشاطئ (Dr. Goldfoot and the Bikini Machine) الذي عرض عام 1965 بطولة فينسنت برايس وفرانكي أفالون (Frankie Avalon). وقد واصل ابنه جوي كلوكي (Joe Clokey) فيلم الكرتون (Davey and Goliath) عام 2004. وفي آذار (مارس) 2007 بثت محطة KQED-TV وثائقيًا مدته ساعة بعنوان (Gumby Dharma) كأحد أجزاء سلسلتها (Truly CA).
وفي عام 1995، اشترك كلوكي ودالاس ماكينون (Dallas McKennon [الإنجليزية]
) مرة أخرى لإنتاج الفيلم الكامل جامبي (Gumby: The Movie). ولم يلق هذا الفيلم نجاحًا كبيرًا في شباك التذاكر وتم حظره على نطاق واسع بين النقاد.
وفي منتصف التسعينيات، أذاعت قناة Nickelodeon جميع حلقات جامبي ضمن برامج البث الرئيسية بها في الثامنة صباحًا والثانية مساءً. وقد تصدرت تقييمات القناة لما يزيد عن ثلاث سنوات.

## الوفاة
توفي أرثر كلوكي بينما كان نائمًا في 8 يناير (كانون الثاني) 2010، عن عمر يناهز 88 عامًا في منزله بلوس أوسوس بولاية كاليفورنيا بعد معاناته من التهاب راجع في المثانة.

## روابط خارجية
- آرثر كلوكي على موقع IMDb (الإنجليزية)
- آرثر كلوكي على موقع روتن توميتوز (الإنجليزية)
- آرثر كلوكي على موقع أول موفي (الإنجليزية)
- آرثر كلوكي على موقع إن إن دي بي (الإنجليزية)
- آرثر كلوكي على موقع قاعدة بيانات الفيلم (الإنجليزية)
- آرثر كلوكي على موقع كينوبويسك (الروسية)